# Paul Olberg
Paul Olberg, född Hirsch Schmuschkowitz eller Szmuszkewicz 22 november 1878 i Jekabpils i Guvernementet Kurland i Kejsardömet Ryssland, död 4 maj 1960 i Stockholm, var en rysk-judisk journalist.

## Liv och verksamhet
Olberg engagerade sig i den judiska socialdemokratiska rörelsen Bund och deltog i revolutionsrörelsen 1905. Åren därefter levde han i exil i Schweiz och Finland. Vid tiden för ryska revolutionen 1917 befann han sig i Sverige, och var bland annat korrespondent för Maksim Gorkijs tidning Novaja Zjizn. Olberg är vid den här tiden mensjevik-internationalist. Han hör till partiets vänsterflygel och står i opposition mot partiledningen som valt en patriotisk linje under första världskriget. År 1918 lämnar Olberg Stockholm och reser till Sovjetryssland. Han vistas under hösten 1918 i Petrograd och Moskva och blir djupt besviken på bolsjevikernas regim. Sina intryck från tiden i Ryssland skildrar han i Briefe aus Sowjet-Russland, 1919, en socialistisk kritik mot bolsjevikerna. Olberg anser att bolsjevikerna svikit revolutionens ideal och upprättat en våldsregim värre än Kejsarrysslands.
Som flykting i Tyskland engagerade han sig i det tyska socialdemokratiska partiet SPD. Han var i första hand verksam som journalist och publicist och medverkade i flera tyska och österrikiska socialdemokratiska tidningar. Han medarbetar även i svensk socialdemokratisk press med analyser om ryska förhållanden:
”Oemotsägliga fakta bevisa, att Moskvas inrikespolitik är genomträngd av en reaktionär anda och att utrikespolitiken är rent imperialistisk. Som illustration behöver man bara hänvisa till det ryska folkets politiska slavtillstånd, till den brutala erövringen av Georgien, Aserbedjan, Armenien, Turkestan eller till den terroristiska regimen i dessa "förbundsrepubliker". Här ligger den egentliga grunden till att de strängt konservativa kretsarna betrakta bolsjevismen som en för dem antagbar faktor.”
Olberg rapporterade även om Tyskland för svensk socialdemokratisk press. Han rapporterade bland annat om hur det tyska kommunistpartiet KPD, genom sin vägran att samarbeta med de demokratiska partierna i Tyskland, öppnade vägen för det nazistiska maktövertagandet:
”Utan att fråga efter de verkliga orsakerna till och de egentligen ansvariga för nöden, röstade man på de extremaste partierna, de som skräna mest och uteslutande göra opposition. Därigenom blevo de antirepublikanska partierna, särskilt kommunisterna, de tyskfolkliga och tysknationella, så starkt representerade i den sedan upplösta riksdagen, att de voro i stånd att sabotera all normal parlamentarisk verksamhet.” 
Paul Olberg och hans hustru Frida lämnade Tyskland 1933 och sökte asyl som socialdemokratiska flyktingar i Sverige. I Sverige arbetar Olberg i första hand med Arbetarrörelsens flyktinghjälp, men tvingas lämna uppdraget efter hård kritik för att ha varit ovillig att hjälpa kommunistiska flyktingar. Olberg medverkar flitigt i svensk socialdemokratisk press och publicerar en rad böcker på svenska. Ett genomgående tema i Olbergs böcker och publicistiska gärning är den ryska imperialismen. Ryssland bedriver en imperialistisk politik mot sina grannländer. Här är kommunismen inte en förklaring till den ryska politiken, utan endast ett instrument. 
Efter andra världskriget fick Olberg svårt att gå gehör för en sådan linje. Sverige hade starka intressen av att utveckla goda relationer till Sovjetunionen och väljer att erkänna Rysslands annektering av Estland, Lettland och Litauen. Olberg fick svårt att publicera sig i socialdemokratisk press. Vid den här tiden engagerade han sig starkt i Jewish Labor Committees arbete för repatriering av judiska flyktingar. Olberg medverkade även i Ny militär tidskrift med artiklar om Schweiz neutralitetspolitik och ryska förhållanden. Kretsen kring Ny militär tidskrift gav även ut en bok, inspirerad av Pragkuppen 1948, Sveriges ödestimma 195X – när Ryssland tog Sverige, 1950.
År 1957 var Olberg medlem av International Jewish Labor Bund, en efterträdare till Der Bund.

## Privatliv och familj
Olberg var gift två gånger; först med Perl (Polina), född Beskina. Med henne hade han sönerna Valentin (f. 1907 i Zürich) och Paul (f. 1909 i Helsingfors). De skildes under första världskriget. Paul Olberg gifte om sig med Frida, född Poljak. Äktenskapet var barnlöst. Paul och Frida Olberg bodde på Lilla Essingen i Stockholm efter flykten från Tyskland. 

## Valentin och Paul Olberg d.y. och Stalinterrorn
Sönerna Valentin och Paul stannade hos modern Perl i Riga, men fick inte lettiskt medborgarskap. Båda levde senare i Tyskland under mellankrigstiden. Valentin samarbetade med Leo Trotskijs son Lev Sedov och hjälpte Trotskij att sända meddelanden till anhängare i Ryssland. Efter Hitlers maktövertagande flyttade Valentin och Paul d.y. till Ryssland, men greps av rysk säkerhetstjänst i januari 1936. Valentin stod åtalad under den första Moskvaprocessen i augusti 1936, och vittnade även om att han lejts av Trotskij för att resa till Sovjet för att mörda Josef Stalin. Valentin och samtliga andra tilltalade avrättades omedelbart efter att de fallit. Paul d.y. verkar också ha förberetts för rättegången och avrättades vid samma tillfälle. 
Paul Olbergs son Valentin Olberg har beskyllts för att vara en NKVD-agent som offrades för fallet. Enligt källor som den ryske historikern Vsevolod Vichnovitj fått fram är detta falska anklagelser.